# Lijst van burgemeesters van Nieuwendam
Dit is een lijst van burgemeesters van de voormalige Nederlandse gemeente Nieuwendam tot die gemeente in 1921 opging in de gemeente Amsterdam.
| Ambtsperiode | Naam burgemeester                            | Partij of stroming | Bijzonderheden                                                                            |
| ------------ | -------------------------------------------- | ------------------ | ----------------------------------------------------------------------------------------- |
| 18?? - 1854  | Aris (A.) Gaaff                              |                    |                                                                                           |
| 1854 - 1865  | Dirk (D.) Hoogeboom                          |                    |                                                                                           |
| 1866         | J. Caspers                                   |                    |                                                                                           |
| 1866 - 1868  | mr. M.P. Meelboom                            |                    |                                                                                           |
| 1868 - 1870  | jhr. Maurits Johan Willem Alexander de Milly |                    |                                                                                           |
| 1870 - 1876  | H.J. Versteeg                                |                    | later burgemeester van Wormerveer en Westzaan                                             |
| 1876 - 1881  | J.W.A. Immink                                |                    | tevens burgemeester van Buiksloot (1877-1881), Van 1881-1907 burgemeester van Bloemendaal |
| 1881 - 1890  | Jacobus Christiaan Albrecht                  |                    | tevens burgemeester van Buiksloot, eerder burgemeester van Hoogwoud en Opmeer             |
| 1890 - 1895  | jhr. Henri François Schuurbeque Boeije       |                    | later burgemeester van Wormerveer en Ermelo                                               |
| 1895 - 1906  | Pieter Adrianus Loos                         |                    | later burgemeester van Havelte                                                            |
| 1906 - 1918  | mr. dr. J. Versteeg                          |                    |                                                                                           |
| 1918 - 1921  | F.Jas                                        |                    |                                                                                           |